# Coleophora hatamae
Coleophora hatamae é uma espécie de mariposa do gênero Coleophora pertencente à família Coleophoridae.